# Thiania sinuata
Thiania sinuata là một loài nhện trong họ Salticidae.
Loài này thuộc chi Thiania. Thiania sinuata được Tord Tamerlan Teodor Thorell miêu tả năm 1890.